# Alexei Yuryevich Smirnov
Alexei Yuryevich Smirnov (em russo:  Алексе́й Ю́рьевич Cмирно́в; União Soviética, 16 de outubro de 1951) é um físico de neutrinos russo, um dos descobridores do efeito Mikheyev-Smirnov-Wolfenstein.

## Educação
Alexei Smirnov obteve a graduação no Departamento de Física da Universidade Estatal de Moscou em 1974. Em 1977 começou a trabalhar no Instituto de Pesquisas Nucleares da Academia de Ciências da União Soviética, onde obteve o grau de Candidato de Ciências em 1979. Em 1989 obteve um doutorado em ciências físicas e matemáticas. Foi professor da Faculdade de Física da Universidade Estatal de Moscou de 1982 a 1990.
Em 1992 Smirnov começou a trabalhar no Centro Internacional de Física Teórica (International Centre for Theoretical Physics - ICTP) em Trieste, Itália, como membro associado, enquanto continuou afiliado ao Instituto de Pesquisas Nucleares em Moscou. Tornou-se membro efetivo do ICTP em 1997. É desde 2015 cientista permanente do Instituto Max Planck de Física Nuclear em Heidelberg.